# Gabriel Jan
Pour les articles homonymes, voir Jan.
Gabriel Jan, nom de plume de Jean Demont, né le 31 octobre 1946 à Valhuon (Pas-de-Calais) et mort le 15 janvier 2023,,, est un écrivain français de science-fiction, fantastique et de roman policier.

## Biographie
Jean Demont découvre la science-fiction durant son enfance et commence à écrire des histoires courtes et des poèmes. Doué en peinture, il envisage d'entrer aux Beaux-arts mais doit renoncer à cause du manque d'argent. C'est aux PTT qu'il trouve un emploi d'auxiliaire au central téléphonique de Béthune. Après son service militaire en 1966, il est muté à Paris en 1968 puis à Fretin dans le Nord en 1969.
Il n'a pas renoncé à l'écriture, mais ses textes sont refusés par plusieurs éditeurs. C'est avec le genre fantastique qu'il fait son entrée aux éditions du Fleuve noir, dans la collection Angoisse, et la publication en 1973 du roman Au seuil de l'enfer sous le pseudonyme de Gabriel Jan. Après la parution l'année suivante d'un second roman fantastique dans la même collection, La Main du Spectre, il revient à la science-fiction, qui va devenir son genre de prédilection, avec la publication dans la collection Fleuve Noir Anticipation de La Planète aux deux soleils en 1975, suivi la même année par Pandémoniopolis et Les Zwüls de Réhan.
Gabriel Jan publie au Fleuve Noir jusqu'en 1987. Ses livres se font plus rares ensuite. Ce n'est qu'en 1996 que paraît Un fils de Salomon, un  roman historique édité par le Foyer de Cachan.
Suivent plusieurs romans, essentiellement policiers ou historiques, publiés de nouveau par le Foyer de Cachan, aux éditions Édilivre ou aux éditions E&R.
L'auteur revient à la science-fiction en 2012 avec Par le rêve et la ronce sorti chez Rivière Blanche.
Gabriel Jan a continué à exercer son métier de postier jusqu'à la retraite en 2004.
Il a publié deux livres sous un autre pseudonyme, Yann Delmon : L'Étrange Eliphas (roman fantastique édité chez Roger Garry en 1979) et Chasse au serpent (roman policier chez le même éditeur en 1982).
Il est également l'auteur de pièces de théâtre qu'il a mis en scène et de sketches radiophoniques.

## Distinctions
- Prix Nostradamus au Festival international de la S.F. de Salon-de-Provence en 1975 pour L'An 22704 des Wans.
- Prix Gil Roc en 1985 pour La Guerre de la lumière.

## Œuvres

### SériePar le rêve et la ronce
1. Par le rêve et la ronce, Black Coat Press, coll. « Rivière Blanche » no 2089, 2012
2. Les Pierres de Ther-Paragon, Black Coat Press, coll. « Rivière Blanche » no 2099, 2012
3. Le Printemps des magiciens, Black Coat Press, coll. « Rivière Blanche » no 2115, 2014

### SérieLe Surmonde des Gofans
- Sheena, Fleuve noir, coll. « Anticipation » no 1102, 1981
- Nadar, Fleuve noir, coll. « Anticipation » no 1123, 1982
- Tu vivras, Céréluna, Fleuve noir, coll. « Anticipation » no 1141, 1982

### Romans
- Au seuil de l'enfer, Fleuve noir, coll. « Angoisse » no 238, 1973
- La Main du spectre, Fleuve noir, coll. « Angoisse » no 255, 1974
- La Planète aux deux soleils, Fleuve noir, coll. « Anticipation » no 648, 1975
- Les Zwüls de Réhan, Fleuve noir, coll. « Anticipation » no 690, 1975
- Pandémoniopolis, Fleuve noir, coll. « Anticipation » no 679, 1975
- L'An 22704 des Wans, Fleuve noir, coll. « Anticipation » no 751, 1976
- La Chair des Vohuz, Fleuve noir, coll. « Anticipation » no 720, 1976
- Terreur sur Izaad, Fleuve noir, coll. « Anticipation » no 740, 1976
- Enfants d'univers, Fleuve noir, coll. « Anticipation » no 766, 1977
- Maloa, Fleuve noir, coll. « Anticipation » no 786, 1977
- Les Robots de Xaar, Fleuve noir, coll. « Anticipation » no 801, 1977
- Concentration 44, Fleuve noir, coll. « Anticipation » no 830, 1978
- La Forêt hurlante, Fleuve noir, coll. « Anticipation » no 849, 1978
- Les Maîtres verts, Fleuve noir, coll. « Anticipation » no 868, 1978
- Reviens, Quémalta, Fleuve noir, coll. « Anticipation » no 885, 1978
- Ballet des ombres, Fleuve noir, Horizons de l'Au-delà no 74, 1979
- Impalpable Vénus, Fleuve noir, coll. « Anticipation » no 906, 1979Rééditions sous le titre Le Réveil des menhirs, Liv'Éditions, 2003
- L'Homme Alphoméga, Fleuve noir, coll. « Anticipation » no 920, 1979
- Dingue de planète, Fleuve noir, coll. « Anticipation » no 984, 1980
- Planète des anges, Fleuve noir, coll. « Anticipation » no 972, 1980
- Rêves en synthèse, Fleuve noir, coll. « Anticipation » no 1020, 1980
- Etoile sur Mentha, Fleuve noir, coll. « Anticipation » no 1057, 1981
- Tamkan le paladin, Fleuve noir, coll. « Anticipation » no 1042, 1981
- Un Drahl va naître, Fleuve noir, coll. « Anticipation » no 1069, 1981
- Le Voyage de Baktur, Fleuve noir, coll. « Anticipation » no 1153, 1982
- Brigade de mort, Fleuve noir, coll. « Anticipation » no 1195, 1983
- La Grande Prêtresse de Yashtar, Fleuve noir, coll. « Anticipation » no 1216, 1983
- Les Jardins de Xantha, Fleuve noir, coll. « Anticipation » no 1205, 1983
- Un jeu parmi tant d'autres, Fleuve noir, coll. « Anticipation » no 1268, 1983
- La Guerre de la lumière, Fleuve noir, coll. « Anticipation » no 1334, 1984
- On ne meurt pas sous le ciel rouge, Fleuve noir, coll. « Anticipation » no 1285, 1984
- La Troisième Puissance, Fleuve noir, coll. « Anticipation » no 1350, 1985
- Le Feu du Vahad'Har, Fleuve noir, coll. « Anticipation » no 1450, 1985
- Cacophonie du Nouveau Monde, Fleuve noir, coll. « Anticipation » no 1494, 1986
- Les Élus de Tôh, Fleuve noir, coll. « Anticipation » no 1598, 1987
- Un fils de Salomon, Foyer de Cachan, 1996
- Papillon pourpre, Fleuve, 1996
- Corvailhac, cette année-là, Foyer de Cachan, 1999
- Ys, le monde englouti, Liv'Éditions, 2007
- Meurtres à Jaujac, E&R, 2008
- Meurtres à Valence, E&R, 2008
- Meurtres à Aubenas, E&R, 2009
- Qui veut tuer le roi Henri?, Édilivre, 2010
- Meurtres à Chomérac, E&R, 2011
- La Dame d'Ys, Édilivre, 2013
- Et le vent se mit à souffler, Black Coat Press, coll. « Rivière Blanche » no 2122, 2014
- L'Aventure vivaraise, Édilivre, 2015
- Rien que pour la vie, Black Coat Press, coll. « Rivière Blanche » no 2144, 2016

sous le nom de Yann Delmon
- L'Étrange Eliphas, Roger Garry, coll. « Mémoires d'outre-ciel » no 4, 1979
- Chasse au serpent, Roger Garry, coll. « Mémoires d'outre-ciel » no 26 bis, 1982

### Nouvelles
- L'Oiseau de paradis, in Fantascienza no 2-3, 1980
- Mission spéciale, in Vortex no 2, 1981
- Les Pièges d'Arad, in Vortex no 3, 1982
- La Pillule, in Vortex no 4, 1983
- Errare humanum est, in Chroniques d'humour sombre, Les Cahiers d'Andromède no 4, 1984
- Vaporeuse Visite, in Proxima spécial no 2-3, 1986